# Self (hudební skupina)
Self (často stylizované jako sElf) je americká pop rocková kapela založená v roce 1993 v Murfreesboro, Tennessee. Kapelu vede zpěvák a multiinstrumentalista Matt Mahaffey, dále klávesista Chris James, baskytarista Mac Burrus a bubeník Jason Rawlings. Mezi bývalé členy patří kytarista Mike Mahaffey a koncertující baskytarista Tim Nobles. Skupina začínala jako duo u Spongebath Records s bratry Mahaffeyovými, které si ihned pořídila společnost Zoo Entertainment, aby vydali své debutové album Subliminal Plastic Motives (1995). Během prvních dvou let se ho prodalo přes 40 000 kopií, přičemž jim předskokany byly singly „Cannon“ a „So Low“. Po rozšíření sestavy pro živá vystoupení se kapela rozhodla pro experimentální přístup s albem The Half-Baked Serenade (1997), po kterém následovala kompilace dem Feels Like Breakin' Shit (1998).